# Terence Fixmer
Terence Fixmer er en fransk techno-producer (født 1972 i Lille). Han optrådte første gang under aliaset Cyborg i Belgien i 1993. Desuden har han, i 1998, stiftet pladeselskabet Planete Rouge Records

## Diskografi
- 2001: Muscle Machine (Gigolo Records)
- 2006: Silence Control (Gigolo Records)
- 2009: Fiction Fiction (From Jupiter Recordings)
- 2010: Comedy Of Menace (Electric Deluxe)
- 2015: Depth Charged (CLR)
- 2018: Through the Cortex (Ostgut Ton)